# Coronel Vidal
Coronel Vidal est une localité argentine située dans le partido de Mar Chiquita, dans la province de Buenos Aires.

## Démographie
La localité compte 6 611 habitants (Indec, 2010), ce qui représente une augmentation de 4,6 % par rapport au précédent recensement de 2001 qui comptait 6 320 habitants.

## Géographie
Le terrain autour de Coronel Vidal est très plat. La zone la plus élevée a une altitude de 37 mètres et se trouve à 1,1 km au nord de Coronel Vidal. Il y a environ 6 personnes par kilomètre carré autour de Coronel. Vidal a un très petite population. Dans la région autour de Coronel Vidal, les lacs sont très fréquents. La zone autour de Coronel Vidal est presque couverte de champs. Le climat est côtier. La température moyenne est de 13 °C. Le mois le plus chaud est janvier, à 22 °C, et le plus froid est juillet, à 4 °C. La pluviométrie moyenne est de 1 215 millimètres par an. Le mois le plus humide est août, avec 152 millimètres de pluie, et le plus sec est juin, avec 33 millimètres.

## Religion
| Diocèse  | Mar del Plata         |
| -------- | --------------------- |
| Paroisse | Inmaculada Concepción |